# Escapology
Escapology är ett album från 2002 av Robbie Williams. Albumet innehåller många rock och poplåtar som; Monsoon, Handsome Man, superhittarna Come Undone och Feel, samt balladen Sexed Up.

## Låtlista
1. How Peculiar
2. Feel
3. Something beautiful
4. Moonsoon
5. Sexed up
6. Love somebody
7. Revolution
8. Handsome Man
9. Come undone
10. Me and my monkey
11. Song 3
12. Hot Fudge
13. Cursed
14. Nan's song